# Naoki Maeda (fodboldspiller, født 1996)
 For alternative betydninger, se Naoki Maeda. (Se også artikler, som begynder med Naoki Maeda)
Naoki Maeda (født 11. juni 1996) er en japansk fodboldspiller, som spiller for den japanske fodboldklub Fukushima United FC.